# 59.º Prêmio Jabuti
A cerimônia de entrega do  59º Prêmio Jabuti ocorreu em 30 de novembro de 2017, no Auditório Ibirapuera, em São Paulo. A premiação foi referente aos livros lançados em 2016, no mercado brasileiro. As inscrições foram realizadas pela internet, através do site da CBL, de 18 de maio a 18 de julho de 2017. Foram inscritos 2.346 livros nas 29 categorias do prêmio. Em 3 de outubro, foram divulgados os dez finalistas de cada categoria, selecionados por um corpo de três jurados cada, cujos nomes só foram divulgados no dia da premiação final. Os três vencedores de cada categoria foram divulgados em 31 de outubro e os vencedores de "Livro do Ano Ficção" e "Livro do Ano Não Ficção" (cuja escolha é feita por votação realizada entre os profissionais do mercado editorial) foram anunciados no dia da cerimônia final, em 30 de novembro.
Nessa edição do prêmio, que passou a ter a curadoria de Luiz Armando Bagolin, houve a inclusão de duas novas categorias: "Histórias em Quadrinhos" e "Livro Brasileiro Publicado no Exterior". A categoria relacionada aos quadrinhos foi incluída após a criação de um abaixo-assinado capitaneado pelos quadrinistas Wagner Willian, Ramon Vitral e Érico Assis, que contou com mais de 2 mil adesões e o apoio de artistas conhecidos como Laerte Coutinho, Marcelo D'Salete e Rafael Coutinho. Segundo o regulamento, nesta categoria concorrem "livros compostos por histórias originais ou adaptadas, contadas por meio de desenhos sequenciais, definidas pela união de cor, mensagem e imagem" (com isso, os quadrinhos foram também impedidos de ser inscritos nas demais categorias, incluindo "Ilustração"). Já na categoria "Livro Brasileiro Publicado no Exterior" podem concorrer "livros de autor(es) brasileiro(s) nato(s)/naturalizado(s) publicado no exterior em primeira edição no período entre 1º de janeiro a 31 de dezembro de 2016, em qualquer gênero, ficção ou não ficção".

## Prêmios
Os premiados foram:
| Categoria                                                     | Vencedor(es)                                                         | Vencedor(es) | Outros finalistas |
| ------------------------------------------------------------- | -------------------------------------------------------------------- | --- | --- |
| Livro do Ano Ficção                                           | Machado Silviano Santiago / editora Companhia das Letras             | Machado Silviano Santiago / editora Companhia das Letras | |
| Livro do Ano Não Ficção                                       | Alfabetização: a questão dos métodos Magda Soares / editora Contexto | Alfabetização: a questão dos métodos Magda Soares / editora Contexto | |
| Adaptação                                                     | 1º                                                                   | Romeu e Julieta Walcyr Carrasco / editora Editora Moderna | - A Casa à Beira do Abismo (Heloisa Prieto e Victor Scatolin / editora Papirus 7 Mares) - As Aventuras de Sargento Verde (Helena Gomes / editora Biruta) - Branca de Neve (Gil Veloso / editora Pulo do Gato) - Cordéis de Arrepiar Europa (Marco Haurélio / editora IMEPH) - Duas Lendas Indígenas de Amor (Fernando Paixão / editora IMEPH) - O Príncipe Desencantado - O Dia em que Chapeuzinho Vermelho desencalhou (Mônica Martins / editora Scortecci) - Viagens de Gulliver (Ronaldo Simões Coelho / editora FTD Educação) |
| Adaptação                                                     | 2º                                                                   | A Ilha do Tesouro Rodrigo Machado / editora FTD Educação | - A Casa à Beira do Abismo (Heloisa Prieto e Victor Scatolin / editora Papirus 7 Mares) - As Aventuras de Sargento Verde (Helena Gomes / editora Biruta) - Branca de Neve (Gil Veloso / editora Pulo do Gato) - Cordéis de Arrepiar Europa (Marco Haurélio / editora IMEPH) - Duas Lendas Indígenas de Amor (Fernando Paixão / editora IMEPH) - O Príncipe Desencantado - O Dia em que Chapeuzinho Vermelho desencalhou (Mônica Martins / editora Scortecci) - Viagens de Gulliver (Ronaldo Simões Coelho / editora FTD Educação) |
| Adaptação                                                     | 3º                                                                   | Samba de uma noite de Verão Renato Forin Jr. / editora KAN | - A Casa à Beira do Abismo (Heloisa Prieto e Victor Scatolin / editora Papirus 7 Mares) - As Aventuras de Sargento Verde (Helena Gomes / editora Biruta) - Branca de Neve (Gil Veloso / editora Pulo do Gato) - Cordéis de Arrepiar Europa (Marco Haurélio / editora IMEPH) - Duas Lendas Indígenas de Amor (Fernando Paixão / editora IMEPH) - O Príncipe Desencantado - O Dia em que Chapeuzinho Vermelho desencalhou (Mônica Martins / editora Scortecci) - Viagens de Gulliver (Ronaldo Simões Coelho / editora FTD Educação) |
| Arquitetura, Urbanismo, Artes e Fotografia                    | 1º                                                                   | A Modernidade Impressa: Artistas Ilustradores da Livraria do Globo - Porto Alegre Paula Ramos / editora UFRGS | - Carlos Leão – Arquitetura (Jorge Czajkowski e Roberto Conduru / editora Bazar do Tempo / Dois Um) - Desenho da Utopia (Ruy Teixeira e Jayme Vargas / editora Olhares) - Guia da Arquitetura do Rio de Janeiro / Rio de Janeiro Architectural Guide (Maria Helena Salomon, Gustavo Rocha-Peixoto, Marcos Moraes de Sá, Farès El-Dahdah, Mozart Vitor Serra, Claudia Carvalho, Claudia Brack, Carlos Eduardo Comas / editora Bazar do Tempo) - Jayme C. Fonseca Rodrigues: Arquiteto (Hugo Segawa / editora BEI) - João Kon, Arquiteto (Abilio Guerra, Luis Espallargas Gimenez, Fernando Serapião, Nelson Kon / editora Romano Guerra) - Marcel Gautherot, Fotografias (Samuel Titan Jr e Sergio Burgi / editora IMS) - Pasolini, do neorrealismo ao cinema poesia (Davi Kinski / editora Laranja Original) |
| Arquitetura, Urbanismo, Artes e Fotografia                    | 2º                                                                   | Millôr: obra gráfica Cássio Loredano, Julia Kovensky e Paulo Roberto Pires / editora IMS | - Carlos Leão – Arquitetura (Jorge Czajkowski e Roberto Conduru / editora Bazar do Tempo / Dois Um) - Desenho da Utopia (Ruy Teixeira e Jayme Vargas / editora Olhares) - Guia da Arquitetura do Rio de Janeiro / Rio de Janeiro Architectural Guide (Maria Helena Salomon, Gustavo Rocha-Peixoto, Marcos Moraes de Sá, Farès El-Dahdah, Mozart Vitor Serra, Claudia Carvalho, Claudia Brack, Carlos Eduardo Comas / editora Bazar do Tempo) - Jayme C. Fonseca Rodrigues: Arquiteto (Hugo Segawa / editora BEI) - João Kon, Arquiteto (Abilio Guerra, Luis Espallargas Gimenez, Fernando Serapião, Nelson Kon / editora Romano Guerra) - Marcel Gautherot, Fotografias (Samuel Titan Jr e Sergio Burgi / editora IMS) - Pasolini, do neorrealismo ao cinema poesia (Davi Kinski / editora Laranja Original) |
| Arquitetura, Urbanismo, Artes e Fotografia                    | 3º                                                                   | Lentes da Memória: A descoberta da fotografia de Alberto de Sampaio (1888-1930) Adriana Martins Pereira / editora Bazar do Tempo | - Carlos Leão – Arquitetura (Jorge Czajkowski e Roberto Conduru / editora Bazar do Tempo / Dois Um) - Desenho da Utopia (Ruy Teixeira e Jayme Vargas / editora Olhares) - Guia da Arquitetura do Rio de Janeiro / Rio de Janeiro Architectural Guide (Maria Helena Salomon, Gustavo Rocha-Peixoto, Marcos Moraes de Sá, Farès El-Dahdah, Mozart Vitor Serra, Claudia Carvalho, Claudia Brack, Carlos Eduardo Comas / editora Bazar do Tempo) - Jayme C. Fonseca Rodrigues: Arquiteto (Hugo Segawa / editora BEI) - João Kon, Arquiteto (Abilio Guerra, Luis Espallargas Gimenez, Fernando Serapião, Nelson Kon / editora Romano Guerra) - Marcel Gautherot, Fotografias (Samuel Titan Jr e Sergio Burgi / editora IMS) - Pasolini, do neorrealismo ao cinema poesia (Davi Kinski / editora Laranja Original) |
| Biografia                                                     | 1º                                                                   | Caio Prado Júnior: Uma biografia política Luiz Bernardo Pericás / editora Boitempo | - Diário de Francisco Brennand: O nome do livro e o nome do outro (Francisco Brennand / editora Inquietude) - Diários da Presidência 1997 - 1998 (volume 2) (Fernando Henrique Cardoso / editora Companhia das Letras) - Frei Betto: biografia (Américo Freire e Evanize Sydow / editora Civilização Brasileira) - Jango e eu: Memórias de um exílio sem volta (João Vicente Goulart / editora Civilização Brasileira) - Rita Lee, uma autobiografia (Rita Lee / editora Globo Livros) - Roberto Civita: O dono da banca (Carlos Maranhão / editora Companhia das Letras) - Yara Amaral: A operária do teatro (Eduardo Rieche / editora Tinta Negra) |
| Biografia                                                     | 2º                                                                   | Xica da Silva: a Cinderela Negra Ana Miranda / editora Record | - Diário de Francisco Brennand: O nome do livro e o nome do outro (Francisco Brennand / editora Inquietude) - Diários da Presidência 1997 - 1998 (volume 2) (Fernando Henrique Cardoso / editora Companhia das Letras) - Frei Betto: biografia (Américo Freire e Evanize Sydow / editora Civilização Brasileira) - Jango e eu: Memórias de um exílio sem volta (João Vicente Goulart / editora Civilização Brasileira) - Rita Lee, uma autobiografia (Rita Lee / editora Globo Livros) - Roberto Civita: O dono da banca (Carlos Maranhão / editora Companhia das Letras) - Yara Amaral: A operária do teatro (Eduardo Rieche / editora Tinta Negra) |
| Biografia                                                     | 3º                                                                   | Enquanto Houver Champanhe, Há Esperança: Uma biografia de Zózimo Barrozo do Amaral Joaquim Ferreira dos Santos / editora Intrínseca | - Diário de Francisco Brennand: O nome do livro e o nome do outro (Francisco Brennand / editora Inquietude) - Diários da Presidência 1997 - 1998 (volume 2) (Fernando Henrique Cardoso / editora Companhia das Letras) - Frei Betto: biografia (Américo Freire e Evanize Sydow / editora Civilização Brasileira) - Jango e eu: Memórias de um exílio sem volta (João Vicente Goulart / editora Civilização Brasileira) - Rita Lee, uma autobiografia (Rita Lee / editora Globo Livros) - Roberto Civita: O dono da banca (Carlos Maranhão / editora Companhia das Letras) - Yara Amaral: A operária do teatro (Eduardo Rieche / editora Tinta Negra) |
| Capa                                                          | 1º                                                                   | História da Teoria da Arquitetura Casa Rex / Gustavo Piqueira / editora Edusp | - A gravidade das coisas miúdas (Tereza Bettinardi / editora SESI-SP) - Fernando Pessoa – Antologia Poética (Anderson Junqueira e Victor Burton / editora Bazar do Tempo) - Jayme C. Fonseca Rodrigues: Arquiteto (Alexandre Costa / editora Bei) - Macunaíma: o herói sem nenhum caráter (Gustavo Piqueira / editora Ateliê) - O Biquíni made in Brazil (Giovanni Bianco / editora Arte Ensaio) - Os Buddenbrooks (Raul Loureiro / editora Companhia das Letras) - Rita Lee, uma autobiografia (Rita Lee / editora Globo Livros) |
| Capa                                                          | 2º                                                                   | Millôr: obra gráfica Celso Longo e Daniel Trench / editora IMS | - A gravidade das coisas miúdas (Tereza Bettinardi / editora SESI-SP) - Fernando Pessoa – Antologia Poética (Anderson Junqueira e Victor Burton / editora Bazar do Tempo) - Jayme C. Fonseca Rodrigues: Arquiteto (Alexandre Costa / editora Bei) - Macunaíma: o herói sem nenhum caráter (Gustavo Piqueira / editora Ateliê) - O Biquíni made in Brazil (Giovanni Bianco / editora Arte Ensaio) - Os Buddenbrooks (Raul Loureiro / editora Companhia das Letras) - Rita Lee, uma autobiografia (Rita Lee / editora Globo Livros) |
| Capa                                                          | 3º                                                                   | Diário de Francisco Brennand: O Nome do Livro e o Nome do Outro Flavio Flock / editora Inquietude | - A gravidade das coisas miúdas (Tereza Bettinardi / editora SESI-SP) - Fernando Pessoa – Antologia Poética (Anderson Junqueira e Victor Burton / editora Bazar do Tempo) - Jayme C. Fonseca Rodrigues: Arquiteto (Alexandre Costa / editora Bei) - Macunaíma: o herói sem nenhum caráter (Gustavo Piqueira / editora Ateliê) - O Biquíni made in Brazil (Giovanni Bianco / editora Arte Ensaio) - Os Buddenbrooks (Raul Loureiro / editora Companhia das Letras) - Rita Lee, uma autobiografia (Rita Lee / editora Globo Livros) |
| Ciências da Natureza, Meio Ambiente e Matemática              | 1º                                                                   | A espiral da morte Claudio Angelo / editora Companhia das Letras | - Abelhas sem ferrão do Brasil (Marilda Cortopassi Laurino e Paulo Nogueira-Neto / editora Edusp) - Abrolhos - Terra e Mar (Rafael Duarte e Jaime Portas Vilaseca / editora Bambalaio) - Energia e Sustentabilidade (Arlindo Philippi Jr, Lineu Belico dos Reis / editora Editora Manole) - Nosso Pampa Desconhecido (Luiza Chomenko e Glayson Ariel Bencke / editora Fundação Zoobotânica do Rio Grande do Sul) - O Universo Escuro (Larissa Carlos de Oliveira Santos / editora Kiron) - Plantas e civilização: fascinantes histórias da etnobotânica (Luiz Mors Cabral / editora Edições de Janeiro) - Um Pouco da Física do Cotidiano: Se o ar quente sobe, por que é frio nas montanhas e quente no litoral? (Otaviano Helene / editora Livraria da Física) |
| Ciências da Natureza, Meio Ambiente e Matemática              | 2º                                                                   | A simples beleza do inesperado Marcelo Gleiser / editora Record | - Abelhas sem ferrão do Brasil (Marilda Cortopassi Laurino e Paulo Nogueira-Neto / editora Edusp) - Abrolhos - Terra e Mar (Rafael Duarte e Jaime Portas Vilaseca / editora Bambalaio) - Energia e Sustentabilidade (Arlindo Philippi Jr, Lineu Belico dos Reis / editora Editora Manole) - Nosso Pampa Desconhecido (Luiza Chomenko e Glayson Ariel Bencke / editora Fundação Zoobotânica do Rio Grande do Sul) - O Universo Escuro (Larissa Carlos de Oliveira Santos / editora Kiron) - Plantas e civilização: fascinantes histórias da etnobotânica (Luiz Mors Cabral / editora Edições de Janeiro) - Um Pouco da Física do Cotidiano: Se o ar quente sobe, por que é frio nas montanhas e quente no litoral? (Otaviano Helene / editora Livraria da Física) |
| Ciências da Natureza, Meio Ambiente e Matemática              | 3º                                                                   | Os cientistas da minha formação Mario Novello / editora Livraria da Física | - Abelhas sem ferrão do Brasil (Marilda Cortopassi Laurino e Paulo Nogueira-Neto / editora Edusp) - Abrolhos - Terra e Mar (Rafael Duarte e Jaime Portas Vilaseca / editora Bambalaio) - Energia e Sustentabilidade (Arlindo Philippi Jr, Lineu Belico dos Reis / editora Editora Manole) - Nosso Pampa Desconhecido (Luiza Chomenko e Glayson Ariel Bencke / editora Fundação Zoobotânica do Rio Grande do Sul) - O Universo Escuro (Larissa Carlos de Oliveira Santos / editora Kiron) - Plantas e civilização: fascinantes histórias da etnobotânica (Luiz Mors Cabral / editora Edições de Janeiro) - Um Pouco da Física do Cotidiano: Se o ar quente sobe, por que é frio nas montanhas e quente no litoral? (Otaviano Helene / editora Livraria da Física) |
| Ciências da Saúde                                             | 1º                                                                   | Zika: do Sertão nordestino à ameaça global Debora Diniz / editora Civilização Brasileira | - Complicações neurológicas das doenças sistêmicas (José Luiz Pedroso, Orlando Graziani Povoas Barsottini / editora Atheneu) - Hepatites Virais e Normas de Biossegurança para Profissionais da Beleza e Saúde (Andréia Cristine Deneluz Schunck de Oliveira / editora Atheneu) - O Silêncio da Doença de Alzheimer: Manual para fisioterapeutas, fonoaudiólogos, cuidadores e familiares (Neí Maria Garcia / editora Senac DF) - Palavra de Médico (Drauzio Varella / editora Companhia das Letras) - Psiquiatria Interdisciplinar (Eduardo de Castro Humes, Márcio Eduardo Bergamini Vieira e Renério Fráguas Júnior / editora Manole) - Tratado Dante Pazzanese de Emergências Cardiovasculares (Elizabete Silva dos Santos, Pedro Henrique Duccini M. Trindade e Humberto Graner Moreira / editora Atheneu) - Vulnerabilidade e o uso de Drogas (Frederico Garcia, Michelle Ralil da Costa, Livia Pires Guimarães e Maila de Castro / editora 3i)                                                                    |
| Ciências da Saúde                                             | 2º                                                                   | Medicina Cardiovascular - Reduzindo o impacto das doenças Roberto Kalil Filho, Valentin Fuster e Cícero Piva de Albuquerque / editora Atheneu | - Complicações neurológicas das doenças sistêmicas (José Luiz Pedroso, Orlando Graziani Povoas Barsottini / editora Atheneu) - Hepatites Virais e Normas de Biossegurança para Profissionais da Beleza e Saúde (Andréia Cristine Deneluz Schunck de Oliveira / editora Atheneu) - O Silêncio da Doença de Alzheimer: Manual para fisioterapeutas, fonoaudiólogos, cuidadores e familiares (Neí Maria Garcia / editora Senac DF) - Palavra de Médico (Drauzio Varella / editora Companhia das Letras) - Psiquiatria Interdisciplinar (Eduardo de Castro Humes, Márcio Eduardo Bergamini Vieira e Renério Fráguas Júnior / editora Manole) - Tratado Dante Pazzanese de Emergências Cardiovasculares (Elizabete Silva dos Santos, Pedro Henrique Duccini M. Trindade e Humberto Graner Moreira / editora Atheneu) - Vulnerabilidade e o uso de Drogas (Frederico Garcia, Michelle Ralil da Costa, Livia Pires Guimarães e Maila de Castro / editora 3i)                                                                    |
| Ciências da Saúde                                             | 3º                                                                   | Neurofisiologia básica para profissionais da área de saúde Márcia Radanovic, Eliane Mayumi Kato-narita / editora Atheneu | - Complicações neurológicas das doenças sistêmicas (José Luiz Pedroso, Orlando Graziani Povoas Barsottini / editora Atheneu) - Hepatites Virais e Normas de Biossegurança para Profissionais da Beleza e Saúde (Andréia Cristine Deneluz Schunck de Oliveira / editora Atheneu) - O Silêncio da Doença de Alzheimer: Manual para fisioterapeutas, fonoaudiólogos, cuidadores e familiares (Neí Maria Garcia / editora Senac DF) - Palavra de Médico (Drauzio Varella / editora Companhia das Letras) - Psiquiatria Interdisciplinar (Eduardo de Castro Humes, Márcio Eduardo Bergamini Vieira e Renério Fráguas Júnior / editora Manole) - Tratado Dante Pazzanese de Emergências Cardiovasculares (Elizabete Silva dos Santos, Pedro Henrique Duccini M. Trindade e Humberto Graner Moreira / editora Atheneu) - Vulnerabilidade e o uso de Drogas (Frederico Garcia, Michelle Ralil da Costa, Livia Pires Guimarães e Maila de Castro / editora 3i)                                                                    |
| Ciências Humanas                                              | 1º                                                                   | A Nervura do Real II Marilena Chaui / editora Companhia das Letras | - A desordem mundial (Luiz Alberto Moniz Bandeira / editora Civilização Brasileira) - A Grande Estratégia do Brasil - Discursos, Artigos e Entrevistas da Gestão no Ministério da Defesa (2011-2014) (Celso Amorim / editora Unesp) - A palavra no espelho - os reflexos da imagem no barroco mineiro (Cristina Ávila / editora ICAM - Instituto Cultural Amilcar Martins) - Ciclos anuais no Rio Tiquié - pesquisas colaborativas e manejo ambiental no noroeste Amazônico (Aloisio Cabalzar / editora Instituto Socioambiental) - Novas faces da vida nas ruas (Taniele Rui, Mariana Martinez e Gabriel Feltran (orgs.) / editora EDUFSCAR) - Peter Hansen Hajstrup - Viagem ao Brasil (1644-1654) (Benjamin Nicolaas Teensma, Bruno Romero Ferreira Miranda e Lucia Furquim Werneck Sodré (organizadores) / editora Cepe) - Rei do Congo (José Ramos Tinhorão / editora 34) - Trópicos Utópicos (Eduardo Giannetti / editora Companhia das Letras)                                                                    |
| Ciências Humanas                                              | 2º                                                                   | A radiografia do golpe: entenda como e por que você foi enganado Jessé Souza / editora Leya | - A desordem mundial (Luiz Alberto Moniz Bandeira / editora Civilização Brasileira) - A Grande Estratégia do Brasil - Discursos, Artigos e Entrevistas da Gestão no Ministério da Defesa (2011-2014) (Celso Amorim / editora Unesp) - A palavra no espelho - os reflexos da imagem no barroco mineiro (Cristina Ávila / editora ICAM - Instituto Cultural Amilcar Martins) - Ciclos anuais no Rio Tiquié - pesquisas colaborativas e manejo ambiental no noroeste Amazônico (Aloisio Cabalzar / editora Instituto Socioambiental) - Novas faces da vida nas ruas (Taniele Rui, Mariana Martinez e Gabriel Feltran (orgs.) / editora EDUFSCAR) - Peter Hansen Hajstrup - Viagem ao Brasil (1644-1654) (Benjamin Nicolaas Teensma, Bruno Romero Ferreira Miranda e Lucia Furquim Werneck Sodré (organizadores) / editora Cepe) - Rei do Congo (José Ramos Tinhorão / editora 34) - Trópicos Utópicos (Eduardo Giannetti / editora Companhia das Letras)                                                                    |
| Ciências Humanas                                              | 3º                                                                   | A Tentação Fascista no Brasil: Imaginário de Dirigentes e Militantes Integralistas Hélgio Trindade / editora UFRGS | - A desordem mundial (Luiz Alberto Moniz Bandeira / editora Civilização Brasileira) - A Grande Estratégia do Brasil - Discursos, Artigos e Entrevistas da Gestão no Ministério da Defesa (2011-2014) (Celso Amorim / editora Unesp) - A palavra no espelho - os reflexos da imagem no barroco mineiro (Cristina Ávila / editora ICAM - Instituto Cultural Amilcar Martins) - Ciclos anuais no Rio Tiquié - pesquisas colaborativas e manejo ambiental no noroeste Amazônico (Aloisio Cabalzar / editora Instituto Socioambiental) - Novas faces da vida nas ruas (Taniele Rui, Mariana Martinez e Gabriel Feltran (orgs.) / editora EDUFSCAR) - Peter Hansen Hajstrup - Viagem ao Brasil (1644-1654) (Benjamin Nicolaas Teensma, Bruno Romero Ferreira Miranda e Lucia Furquim Werneck Sodré (organizadores) / editora Cepe) - Rei do Congo (José Ramos Tinhorão / editora 34) - Trópicos Utópicos (Eduardo Giannetti / editora Companhia das Letras)                                                                    |
| Comunicação                                                   | 1º                                                                   | Manual de Editoração e Estilo Plinio Martins Filho / editora Unicamp / Edusp / Editora UFMG | - Diplô: Paris - Porto Alegre (Juliana Sayuri / editora Com-arte) - Imprensa feminina e feminista no Brasil - Século XIX (Constância Lima Duarte / editora Autêntica) - Jornalismo Literário: Tradição e Inovação (Monica Martinez / editora Insular) - Neuropropaganda de A a Z (Antonio Lavareda e João Paulo Castro / editora Record) - Rei do Livro: Francisco Alves na história do livro e da leitura no Brasil (Aníbal Bragança (organizador) / editora Editora da Universidade de São Paulo / Lihed) - Renascença - a série de TV no Século XXI (Rodrigo Seabra / editora Autêntica) - Temas e dilemas do pós-digital: a voz da política (Lucia Santaella / editora Paulus) |
| Comunicação                                                   | 2º                                                                   | Bota o retrato do velho outra vez: a campanha presidencial de 1950 na imprensa do Rio de Janeiro Luís Ricardo Araujo da Costa / editora Paco | - Diplô: Paris - Porto Alegre (Juliana Sayuri / editora Com-arte) - Imprensa feminina e feminista no Brasil - Século XIX (Constância Lima Duarte / editora Autêntica) - Jornalismo Literário: Tradição e Inovação (Monica Martinez / editora Insular) - Neuropropaganda de A a Z (Antonio Lavareda e João Paulo Castro / editora Record) - Rei do Livro: Francisco Alves na história do livro e da leitura no Brasil (Aníbal Bragança (organizador) / editora Editora da Universidade de São Paulo / Lihed) - Renascença - a série de TV no Século XXI (Rodrigo Seabra / editora Autêntica) - Temas e dilemas do pós-digital: a voz da política (Lucia Santaella / editora Paulus) |
| Comunicação                                                   | 3º                                                                   | Todos os Monstros da Terra. Bestiários do Cinema e da Literatura Adriano Messias / editora EDUC - Editora da PUC-SP / FAPESP | - Diplô: Paris - Porto Alegre (Juliana Sayuri / editora Com-arte) - Imprensa feminina e feminista no Brasil - Século XIX (Constância Lima Duarte / editora Autêntica) - Jornalismo Literário: Tradição e Inovação (Monica Martinez / editora Insular) - Neuropropaganda de A a Z (Antonio Lavareda e João Paulo Castro / editora Record) - Rei do Livro: Francisco Alves na história do livro e da leitura no Brasil (Aníbal Bragança (organizador) / editora Editora da Universidade de São Paulo / Lihed) - Renascença - a série de TV no Século XXI (Rodrigo Seabra / editora Autêntica) - Temas e dilemas do pós-digital: a voz da política (Lucia Santaella / editora Paulus) |
| Contos e Crônicas                                             | 1º                                                                   | Sul Veronica Stigger / editora 34 | - Diário das Coincidências (João Anzanello Carrascoza / editora Companhia das Letras) - O sucesso (Adriana Lisboa / editora Companhia das Letras) - Receita para se fazer um monstro (Mário Rodrigues / editora Record) - Rio em shamas (Anderson França / editora Companhia das Letras) - Somos mais limpos pela manhã (Jorge Ialanji Filholini / editora Selo Demônio Negro) - Trinta e Poucos – Crônicas (Antonio Prata / editora Companhia das Letras) - Vossos velhos (Dayse Torres / independente) |
| Contos e Crônicas                                             | 2º                                                                   | Se for pra chorar que seja de alegria Ignácio de Loyola Brandão / editora Global | - Diário das Coincidências (João Anzanello Carrascoza / editora Companhia das Letras) - O sucesso (Adriana Lisboa / editora Companhia das Letras) - Receita para se fazer um monstro (Mário Rodrigues / editora Record) - Rio em shamas (Anderson França / editora Companhia das Letras) - Somos mais limpos pela manhã (Jorge Ialanji Filholini / editora Selo Demônio Negro) - Trinta e Poucos – Crônicas (Antonio Prata / editora Companhia das Letras) - Vossos velhos (Dayse Torres / independente) |
| Contos e Crônicas                                             | 3º                                                                   | Caixa Rubem Braga - Crônicas Rubem Braga (autor), André Seffrin, Bernardo Buarque de Hollanda, Carlos Didier (organização) / editora Autêntica | - Diário das Coincidências (João Anzanello Carrascoza / editora Companhia das Letras) - O sucesso (Adriana Lisboa / editora Companhia das Letras) - Receita para se fazer um monstro (Mário Rodrigues / editora Record) - Rio em shamas (Anderson França / editora Companhia das Letras) - Somos mais limpos pela manhã (Jorge Ialanji Filholini / editora Selo Demônio Negro) - Trinta e Poucos – Crônicas (Antonio Prata / editora Companhia das Letras) - Vossos velhos (Dayse Torres / independente) |
| Didático e Paradidático                                       | 1º                                                                   | África e Brasil História e Cultura Eduardo D'Amorim / editora FTD Educação | - Almanaque dos Astros (Rosane Pamplona / editora Moderna) - Caderno de Artes Visuais - Volume I (SESI-SP / editora SESI-SP) - Descobrindo a cada passo (Antonio Rodrigues Neto / editora SESI-SP) - Jovem Guarda e Tropicália (Carla Gullo, Rita Gullo e Camilo Vannuchi / editora Moderna) - Me Belisca! Sete histórias filosóficas para Crianças (Samir Thomaz / editora Moderna) - Por Toda Parte (Solange Utuari, Carlos Kater, Bruno Fischer e Pascoal Ferrari / editora FTD) - Você precisa de quê? A diferença entre o consumo e o consumismo (Silmara Franco / editora Moderna) |
| Didático e Paradidático                                       | 2º                                                                   | Com os pés na África Sérgio Túlio Caldas / editora Moderna | - Almanaque dos Astros (Rosane Pamplona / editora Moderna) - Caderno de Artes Visuais - Volume I (SESI-SP / editora SESI-SP) - Descobrindo a cada passo (Antonio Rodrigues Neto / editora SESI-SP) - Jovem Guarda e Tropicália (Carla Gullo, Rita Gullo e Camilo Vannuchi / editora Moderna) - Me Belisca! Sete histórias filosóficas para Crianças (Samir Thomaz / editora Moderna) - Por Toda Parte (Solange Utuari, Carlos Kater, Bruno Fischer e Pascoal Ferrari / editora FTD) - Você precisa de quê? A diferença entre o consumo e o consumismo (Silmara Franco / editora Moderna) |
| Didático e Paradidático                                       | 3º                                                                   | Terra de Cabinha: Pequeno inventário da vida de meninos e meninas do Sertão Gabriela Romeu / editora Peirópolis | - Almanaque dos Astros (Rosane Pamplona / editora Moderna) - Caderno de Artes Visuais - Volume I (SESI-SP / editora SESI-SP) - Descobrindo a cada passo (Antonio Rodrigues Neto / editora SESI-SP) - Jovem Guarda e Tropicália (Carla Gullo, Rita Gullo e Camilo Vannuchi / editora Moderna) - Me Belisca! Sete histórias filosóficas para Crianças (Samir Thomaz / editora Moderna) - Por Toda Parte (Solange Utuari, Carlos Kater, Bruno Fischer e Pascoal Ferrari / editora FTD) - Você precisa de quê? A diferença entre o consumo e o consumismo (Silmara Franco / editora Moderna) |
| Direito                                                       | 1º                                                                   | Comentários ao Código de Processo Civil - Coleção Completa 17 Volumes Diretor: Luiz Guilherme Marinoni, Coords.: Sérgio Cruz Arenhart e Daniel Mitidiero / editora Revista dos Tribunais | - A Performance no Direito Tributário (Luciano Gomes Filippo / editora Almedina) - As Marcas do Cárcere (Leandro Ayres França / editora IEA) - Controle judicial de uma administração pública complexa: A experiência estrangeira na Adaptação da Intensidade do Controle (Eduardo Jordão / editora Malheiros) - História Oral do Supremo (Fernando de Castro Fontainha, Marco Aurélio Vannucchi Leme de Mattos, Carlos Victor Nascimento dos Santos / editora FGV Direito Rio) - Jurimetria: Como a estatística pode reinventar o Direito (Marcelo Guedes Nunes / editora Thomson Reuters) - O Direito Penal da Guerra às Drogas (Luis Carlos Valois / editora Dplácido) - Teoria da Argumentação Juridica (Fábio Shecaira e Noel Struchiner / editora Contraponto) |
| Direito                                                       | 2º                                                                   | A "tradução" de Lombroso na Obra de Nina Rodrigues: O racismo como base estruturante da Criminologia Brasileira Luciano Góes / editora Revan | - A Performance no Direito Tributário (Luciano Gomes Filippo / editora Almedina) - As Marcas do Cárcere (Leandro Ayres França / editora IEA) - Controle judicial de uma administração pública complexa: A experiência estrangeira na Adaptação da Intensidade do Controle (Eduardo Jordão / editora Malheiros) - História Oral do Supremo (Fernando de Castro Fontainha, Marco Aurélio Vannucchi Leme de Mattos, Carlos Victor Nascimento dos Santos / editora FGV Direito Rio) - Jurimetria: Como a estatística pode reinventar o Direito (Marcelo Guedes Nunes / editora Thomson Reuters) - O Direito Penal da Guerra às Drogas (Luis Carlos Valois / editora Dplácido) - Teoria da Argumentação Juridica (Fábio Shecaira e Noel Struchiner / editora Contraponto) |
| Direito                                                       | 3º                                                                   | Os Direitos da Mulher e da Cidadã por Olímpia de Gouges Dalmo de Abreu Dallari / editora Saraiva | - A Performance no Direito Tributário (Luciano Gomes Filippo / editora Almedina) - As Marcas do Cárcere (Leandro Ayres França / editora IEA) - Controle judicial de uma administração pública complexa: A experiência estrangeira na Adaptação da Intensidade do Controle (Eduardo Jordão / editora Malheiros) - História Oral do Supremo (Fernando de Castro Fontainha, Marco Aurélio Vannucchi Leme de Mattos, Carlos Victor Nascimento dos Santos / editora FGV Direito Rio) - Jurimetria: Como a estatística pode reinventar o Direito (Marcelo Guedes Nunes / editora Thomson Reuters) - O Direito Penal da Guerra às Drogas (Luis Carlos Valois / editora Dplácido) - Teoria da Argumentação Juridica (Fábio Shecaira e Noel Struchiner / editora Contraponto) |
| Economia, Administração, Negócios, Turismo, Hotelaria e Lazer | 1º                                                                   | Finanças Públicas Felipe Salto e Mansueto Almeida / editora Record | - A crise de crescimento do Brasil (Fundação Getúlio Vargas - FGV/IBRE – Regis Bonelli e Fernando Veloso (Orgs.) / editora Elsevier) - Anatomia de um desastre (Claudia Safatle, João Borges e Ribamar Oliveira / editora Companhia das Letras) - Brasil Saúde Amanhã: População, Economia e Gestão (Paulo Gadelha, José Carvalho de Noronha, Sulamis Dain, Telma Ruth Pereira (organizadores) / editora Fiocruz) - Como matar a Borboleta-azul: Uma Crônica da era Dilma (Monica Baumgarten de Bolle / editora Intrínseca) - Monitoramento e Avaliação de Programas Sociais: Uma Introdução aos Conceitos e Técnicas (Paulo de Martino Jannuzzi / editora Alínea) - O Tempo de Keynes e os Tempos do Capitalismo (Luiz Gonzaga Belluzzo / editora Contracorrente) - Por que fazemos o que fazemos? (Mario Sergio Cortella / editora Planeta) |
| Economia, Administração, Negócios, Turismo, Hotelaria e Lazer | 2º                                                                   | A crise fiscal e monetária Brasileira Edmar Bacha / editora Civilização Brasileira | - A crise de crescimento do Brasil (Fundação Getúlio Vargas - FGV/IBRE – Regis Bonelli e Fernando Veloso (Orgs.) / editora Elsevier) - Anatomia de um desastre (Claudia Safatle, João Borges e Ribamar Oliveira / editora Companhia das Letras) - Brasil Saúde Amanhã: População, Economia e Gestão (Paulo Gadelha, José Carvalho de Noronha, Sulamis Dain, Telma Ruth Pereira (organizadores) / editora Fiocruz) - Como matar a Borboleta-azul: Uma Crônica da era Dilma (Monica Baumgarten de Bolle / editora Intrínseca) - Monitoramento e Avaliação de Programas Sociais: Uma Introdução aos Conceitos e Técnicas (Paulo de Martino Jannuzzi / editora Alínea) - O Tempo de Keynes e os Tempos do Capitalismo (Luiz Gonzaga Belluzzo / editora Contracorrente) - Por que fazemos o que fazemos? (Mario Sergio Cortella / editora Planeta) |
| Economia, Administração, Negócios, Turismo, Hotelaria e Lazer | 3º                                                                   | Executivos Negros: Racismo e Diversidade no Mundo Empresarial Pedro Jaime / editora Edusp | - A crise de crescimento do Brasil (Fundação Getúlio Vargas - FGV/IBRE – Regis Bonelli e Fernando Veloso (Orgs.) / editora Elsevier) - Anatomia de um desastre (Claudia Safatle, João Borges e Ribamar Oliveira / editora Companhia das Letras) - Brasil Saúde Amanhã: População, Economia e Gestão (Paulo Gadelha, José Carvalho de Noronha, Sulamis Dain, Telma Ruth Pereira (organizadores) / editora Fiocruz) - Como matar a Borboleta-azul: Uma Crônica da era Dilma (Monica Baumgarten de Bolle / editora Intrínseca) - Monitoramento e Avaliação de Programas Sociais: Uma Introdução aos Conceitos e Técnicas (Paulo de Martino Jannuzzi / editora Alínea) - O Tempo de Keynes e os Tempos do Capitalismo (Luiz Gonzaga Belluzzo / editora Contracorrente) - Por que fazemos o que fazemos? (Mario Sergio Cortella / editora Planeta) |
| Educação e Pedagogia                                          | 1º                                                                   | Alfabetização: a questão dos métodos Magda Soares / editora Contexto | - A Maior Zoeira na Escola: Experiências Juvenis na Periferia de São Paulo (Alexandre Barbosa Pereira / editora UNIFESP) - Diversidade na Educação. Implicações Curriculares (Alípio Casali e Suely Dulce de Castilho / editora EDUC - Editora da PUC-SP) - Educação Física e Esporte no Século XXI (Wagner Wey Moreira e Vilma L. Nista-piccolo (orgs.) / editora Papirus) - Educação Inclusiva: Para todos ou para cada um? Alguns paradoxos (in)convenientes (Kelly Cristina Brandão da Silva / editora Escuta) - Educação Média Profissional no Brasil: Situação e Caminhos (Simon Schwartzman / editora Fundação Santillana) - História da Alfabetização no Brasil (Maria Luiza Marcílio / editora Edusp) - Histórias de Pedagogia, Ciência e Religião: Discursos e Correntes de Cá e do Além-mar (Maria Juraci Maia Cavalcante / editora UFC) |
| Educação e Pedagogia                                          | 2º                                                                   | A Instrução Pública nas Vozes dos Portadores de Futuros (Brasil - Séculos XIX e XX) Carlos Monarcha / editora EDUFU | - A Maior Zoeira na Escola: Experiências Juvenis na Periferia de São Paulo (Alexandre Barbosa Pereira / editora UNIFESP) - Diversidade na Educação. Implicações Curriculares (Alípio Casali e Suely Dulce de Castilho / editora EDUC - Editora da PUC-SP) - Educação Física e Esporte no Século XXI (Wagner Wey Moreira e Vilma L. Nista-piccolo (orgs.) / editora Papirus) - Educação Inclusiva: Para todos ou para cada um? Alguns paradoxos (in)convenientes (Kelly Cristina Brandão da Silva / editora Escuta) - Educação Média Profissional no Brasil: Situação e Caminhos (Simon Schwartzman / editora Fundação Santillana) - História da Alfabetização no Brasil (Maria Luiza Marcílio / editora Edusp) - Histórias de Pedagogia, Ciência e Religião: Discursos e Correntes de Cá e do Além-mar (Maria Juraci Maia Cavalcante / editora UFC) |
| Educação e Pedagogia                                          | 3º                                                                   | Currículos Integrados no Ensino Médio e na Educação Profissional: Desafios, Experiências e Propostas Francisco de Moraes e José Antonio Küller / editora Senac São Paulo | - A Maior Zoeira na Escola: Experiências Juvenis na Periferia de São Paulo (Alexandre Barbosa Pereira / editora UNIFESP) - Diversidade na Educação. Implicações Curriculares (Alípio Casali e Suely Dulce de Castilho / editora EDUC - Editora da PUC-SP) - Educação Física e Esporte no Século XXI (Wagner Wey Moreira e Vilma L. Nista-piccolo (orgs.) / editora Papirus) - Educação Inclusiva: Para todos ou para cada um? Alguns paradoxos (in)convenientes (Kelly Cristina Brandão da Silva / editora Escuta) - Educação Média Profissional no Brasil: Situação e Caminhos (Simon Schwartzman / editora Fundação Santillana) - História da Alfabetização no Brasil (Maria Luiza Marcílio / editora Edusp) - Histórias de Pedagogia, Ciência e Religião: Discursos e Correntes de Cá e do Além-mar (Maria Juraci Maia Cavalcante / editora UFC) |
| Engenharias, Tecnologias e Informática                        | 1º                                                                   | Nanotecnologia Experimental Henrique Eisi Toma, Delmárcio Gomes da Silva e Ulisses Condomitti / editora Blucher | - Banda Larga no Brasil: Passado, presente e futuro (Peter Knight, Flávio Feferman e Nathalia Foditsch / editora Figurati) - Fundamentos Básicos da Qualidade Aplicados ao Setor Industrial e de Serviços (José Eduardo Ferreira de Oliveira / editora Corisco) - História da Computação (Raul Sidnei Wazlawick / editora Elsevier) - Introdução à Computação — Hardware, Software e Dados (André C. P. L. F. de Carvalho e Ana Carolina Lorena / editora LTC) - Introdução à Mineração de Dados: Com aplicações em R (Leandro Augusto da Silva, Sarajane Marques Peres e Clodis Boscarioli / editora Elsevier) - Lições em Mecânica das Estruturas: Dinâmica (Carlos Eduardo Nigro Mazzilli , João Cyro André, Miguel Luiz Bucalem e Sérgio Cifú / editora Blucher) - Química Orgânica Experimental: Uma abordagem de Química Verde (Arlene G. Corrêa, Kleber T. de Oliveira, Márcio W. Paixão e Timothy J. Brocksom / editora Elsevier)                                                                                |
| Engenharias, Tecnologias e Informática                        | 2º                                                                   | Acústica de Salas - Projeto e Modelagem Eric Brandão / editora Blucher | - Banda Larga no Brasil: Passado, presente e futuro (Peter Knight, Flávio Feferman e Nathalia Foditsch / editora Figurati) - Fundamentos Básicos da Qualidade Aplicados ao Setor Industrial e de Serviços (José Eduardo Ferreira de Oliveira / editora Corisco) - História da Computação (Raul Sidnei Wazlawick / editora Elsevier) - Introdução à Computação — Hardware, Software e Dados (André C. P. L. F. de Carvalho e Ana Carolina Lorena / editora LTC) - Introdução à Mineração de Dados: Com aplicações em R (Leandro Augusto da Silva, Sarajane Marques Peres e Clodis Boscarioli / editora Elsevier) - Lições em Mecânica das Estruturas: Dinâmica (Carlos Eduardo Nigro Mazzilli , João Cyro André, Miguel Luiz Bucalem e Sérgio Cifú / editora Blucher) - Química Orgânica Experimental: Uma abordagem de Química Verde (Arlene G. Corrêa, Kleber T. de Oliveira, Márcio W. Paixão e Timothy J. Brocksom / editora Elsevier)                                                                                |
| Engenharias, Tecnologias e Informática                        | 3º                                                                   | Introdução à Engenharia de Produção — Conceitos e Casos Práticos Orlando Roque da Silva e Délvio Venanzi / editora LTC | - Banda Larga no Brasil: Passado, presente e futuro (Peter Knight, Flávio Feferman e Nathalia Foditsch / editora Figurati) - Fundamentos Básicos da Qualidade Aplicados ao Setor Industrial e de Serviços (José Eduardo Ferreira de Oliveira / editora Corisco) - História da Computação (Raul Sidnei Wazlawick / editora Elsevier) - Introdução à Computação — Hardware, Software e Dados (André C. P. L. F. de Carvalho e Ana Carolina Lorena / editora LTC) - Introdução à Mineração de Dados: Com aplicações em R (Leandro Augusto da Silva, Sarajane Marques Peres e Clodis Boscarioli / editora Elsevier) - Lições em Mecânica das Estruturas: Dinâmica (Carlos Eduardo Nigro Mazzilli , João Cyro André, Miguel Luiz Bucalem e Sérgio Cifú / editora Blucher) - Química Orgânica Experimental: Uma abordagem de Química Verde (Arlene G. Corrêa, Kleber T. de Oliveira, Márcio W. Paixão e Timothy J. Brocksom / editora Elsevier)                                                                                |
| Gastronomia                                                   | 1º                                                                   | Enciclopédia dos Alimentos Yanomami (Sanöma): Cogumelos Organizador(es): Moreno Saraiva Martins, Carlos Sanuma, Joana Autuori, Keisuke Tokimoto, Lukas Raimundo Sanuma, Marinaldo Sanuma, Nelson Menolli Jr., Noemia Kazue Ishikawa, Oscar Ipoko Sanuma, Resende Maxiba Apiamö – Realizador(es): Instituto Socioambeintal (ISA) e Hutukara Associação Yanomami (HAY) | - Águas de comer: Peixes, Mariscos e Crustáceos da Bahia (Raul Lody / editora Senac São Paulo) - Bela Cozinha - Ingredientes do Brasil (Bela Gil / editora Globo Estilo) - Como Cozinhar sua Preguiça : (em 51 Receitas) (Gabriela Barretto / editora Melhoramentos) - O que tem na Geladeira? (Rita Lobo / editora Senac São Paulo e editora Panelinha) - Paris-Brest (Alexandre Carrião Staut / editora Companhia Editora Nacional) - Prato Firmeza: Guia Gastronômico das Quebradas de São Paulo (Énois Inteligência Jovem / independente) - Os Segredos do Gim (José Osvaldo Albano do Amarante / editora Mescla) |
| Gastronomia                                                   | 2º                                                                   | Todas as Sextas Paola Carosella / editora Melhoramentos | - Águas de comer: Peixes, Mariscos e Crustáceos da Bahia (Raul Lody / editora Senac São Paulo) - Bela Cozinha - Ingredientes do Brasil (Bela Gil / editora Globo Estilo) - Como Cozinhar sua Preguiça : (em 51 Receitas) (Gabriela Barretto / editora Melhoramentos) - O que tem na Geladeira? (Rita Lobo / editora Senac São Paulo e editora Panelinha) - Paris-Brest (Alexandre Carrião Staut / editora Companhia Editora Nacional) - Prato Firmeza: Guia Gastronômico das Quebradas de São Paulo (Énois Inteligência Jovem / independente) - Os Segredos do Gim (José Osvaldo Albano do Amarante / editora Mescla) |
| Gastronomia                                                   | 3º                                                                   | Mari Hirata Sensei Por Haydée Belda Haydée Belda / editora Bei | - Águas de comer: Peixes, Mariscos e Crustáceos da Bahia (Raul Lody / editora Senac São Paulo) - Bela Cozinha - Ingredientes do Brasil (Bela Gil / editora Globo Estilo) - Como Cozinhar sua Preguiça : (em 51 Receitas) (Gabriela Barretto / editora Melhoramentos) - O que tem na Geladeira? (Rita Lobo / editora Senac São Paulo e editora Panelinha) - Paris-Brest (Alexandre Carrião Staut / editora Companhia Editora Nacional) - Prato Firmeza: Guia Gastronômico das Quebradas de São Paulo (Énois Inteligência Jovem / independente) - Os Segredos do Gim (José Osvaldo Albano do Amarante / editora Mescla) |
| Histórias em Quadrinhos                                       | 1º                                                                   | Castanha do Pará Gidalti Oliveira Moura Júnior / independente | - Bulldogma (Wagner Willian / editora Veneta) - Carolina (Sirlene Barbosa e João Pinheiro / editora Veneta) - Coisas de Adornar Paredes (José Aguiar / editora Quadrinhofilia) - Hitomi (George Schall e Ricardo Hirsch / editora Balão) - Rasga-mortalhas (Diogo Bercito e Pedro Vergani / editora Zarabatana) - Savana de Pedra (Felipe Castilho / editora Astral Cultural) - Você é um babaca, Bernardo (Alexandre S. Lourenço / editora Mino) |
| Histórias em Quadrinhos                                       | 2º                                                                   | Hinário Nacional Marcello Quintanilha / editora Veneta | - Bulldogma (Wagner Willian / editora Veneta) - Carolina (Sirlene Barbosa e João Pinheiro / editora Veneta) - Coisas de Adornar Paredes (José Aguiar / editora Quadrinhofilia) - Hitomi (George Schall e Ricardo Hirsch / editora Balão) - Rasga-mortalhas (Diogo Bercito e Pedro Vergani / editora Zarabatana) - Savana de Pedra (Felipe Castilho / editora Astral Cultural) - Você é um babaca, Bernardo (Alexandre S. Lourenço / editora Mino) |
| Histórias em Quadrinhos                                       | 3º                                                                   | Quadrinhos dos Anos 10 André Dahmer / editora Companhia das Letras | - Bulldogma (Wagner Willian / editora Veneta) - Carolina (Sirlene Barbosa e João Pinheiro / editora Veneta) - Coisas de Adornar Paredes (José Aguiar / editora Quadrinhofilia) - Hitomi (George Schall e Ricardo Hirsch / editora Balão) - Rasga-mortalhas (Diogo Bercito e Pedro Vergani / editora Zarabatana) - Savana de Pedra (Felipe Castilho / editora Astral Cultural) - Você é um babaca, Bernardo (Alexandre S. Lourenço / editora Mino) |
| Ilustração                                                    | 1º                                                                   | Knispel: Retrospectiva 60 Anos Gershon Knispel / editora Maayanot | - A Saga do Iconoclasta Zé Ferino (Horácio Gama / editora SESI-SP) - De A a Z, Eróticas (Caio Borges / editora Laranja Original) - Macunaíma (Mariana Zanetti / editora FTD Educação) - Mãe (Anna Cunha / editora Miguilim) - Orgia dos Loucos (Mariana Fujisawa / editora Kapulana) - Plantas e Civilização: Fascinantes Histórias da Etnobotânica (Carol Engel / editora Edições de Janeiro) - Pó de Lua nas Noites em Claro (Clarice Freire / editora Intrínseca) |
| Ilustração                                                    | 2º                                                                   | Outras Meninas Manu Cunhas / independente | - A Saga do Iconoclasta Zé Ferino (Horácio Gama / editora SESI-SP) - De A a Z, Eróticas (Caio Borges / editora Laranja Original) - Macunaíma (Mariana Zanetti / editora FTD Educação) - Mãe (Anna Cunha / editora Miguilim) - Orgia dos Loucos (Mariana Fujisawa / editora Kapulana) - Plantas e Civilização: Fascinantes Histórias da Etnobotânica (Carol Engel / editora Edições de Janeiro) - Pó de Lua nas Noites em Claro (Clarice Freire / editora Intrínseca) |
| Ilustração                                                    | 3º                                                                   | Rio Sketchbook Eduardo Bajzek / editora Marte Cultura e Educação | - A Saga do Iconoclasta Zé Ferino (Horácio Gama / editora SESI-SP) - De A a Z, Eróticas (Caio Borges / editora Laranja Original) - Macunaíma (Mariana Zanetti / editora FTD Educação) - Mãe (Anna Cunha / editora Miguilim) - Orgia dos Loucos (Mariana Fujisawa / editora Kapulana) - Plantas e Civilização: Fascinantes Histórias da Etnobotânica (Carol Engel / editora Edições de Janeiro) - Pó de Lua nas Noites em Claro (Clarice Freire / editora Intrínseca) |
| Ilustração de Livro Infantil ou Juvenil                       | 1º                                                                   | Adélia Jean-Claude Alphen / editora Pulo do Gato | - A Botija Encantada (Rogério Coelho / editora DCL) - Além da Montanha (Renato Moriconi / editora Pulo do Gato) - Coleção Fábulas Rubem Alves: A Libélula e a Tartaruga; O Decreto da Alegria; A Operação de Lili; A Montanha Encantada dos Gansos Selvagens (Veridiana Scarpelli / editora FTD Educação) - Coleção Imaginário - Monteiro Lobato (Guazzelli / editora Globinho) - Este é o Lobo (Alexandre Rampazo / editora DCL) - O Edifício (Nelson Cruz / editora Positivo) - Tombolo do Lombo (André Neves / editora Paulinas) |
| Ilustração de Livro Infantil ou Juvenil                       | 2º                                                                   | Teleco, o Coelhinho Odilon Moraes / editora Positivo | - A Botija Encantada (Rogério Coelho / editora DCL) - Além da Montanha (Renato Moriconi / editora Pulo do Gato) - Coleção Fábulas Rubem Alves: A Libélula e a Tartaruga; O Decreto da Alegria; A Operação de Lili; A Montanha Encantada dos Gansos Selvagens (Veridiana Scarpelli / editora FTD Educação) - Coleção Imaginário - Monteiro Lobato (Guazzelli / editora Globinho) - Este é o Lobo (Alexandre Rampazo / editora DCL) - O Edifício (Nelson Cruz / editora Positivo) - Tombolo do Lombo (André Neves / editora Paulinas) |
| Ilustração de Livro Infantil ou Juvenil                       | 3º                                                                   | Nuno e as Coisas Incríveis Andre Neves / editora Jujuba | - A Botija Encantada (Rogério Coelho / editora DCL) - Além da Montanha (Renato Moriconi / editora Pulo do Gato) - Coleção Fábulas Rubem Alves: A Libélula e a Tartaruga; O Decreto da Alegria; A Operação de Lili; A Montanha Encantada dos Gansos Selvagens (Veridiana Scarpelli / editora FTD Educação) - Coleção Imaginário - Monteiro Lobato (Guazzelli / editora Globinho) - Este é o Lobo (Alexandre Rampazo / editora DCL) - O Edifício (Nelson Cruz / editora Positivo) - Tombolo do Lombo (André Neves / editora Paulinas) |
| Infantil                                                      | 1º                                                                   | Drufs Eva Furnari / editora Moderna | - A Fantasia da Família Distante (Stella Maris Rezende / editora Globinho) - A Outra História de Chapeuzinho Vermelho (Jean-Claude Alphen / editora Salamandra) - Abrapracabrasil (Fernando Vilela / editora Brinque-Book) - Adélia (Jean-Claude Alphen / editora Pulo do Gato) - Birigüi (Mauricio Meirelles / editora Miguilim) - João, Joãozinho, Joãozito (Claudio Fragata / editora Record) - Um Dia, Um Rio (Leo Cunha e André Neves / editora Pulo do Gato) |
| Infantil                                                      | 2º                                                                   | Se Eu Fosse... Um bicho, uma planta ou até um objeto, minha vida seria muito diferente Luisa Massarani / editora Publifolha | - A Fantasia da Família Distante (Stella Maris Rezende / editora Globinho) - A Outra História de Chapeuzinho Vermelho (Jean-Claude Alphen / editora Salamandra) - Abrapracabrasil (Fernando Vilela / editora Brinque-Book) - Adélia (Jean-Claude Alphen / editora Pulo do Gato) - Birigüi (Mauricio Meirelles / editora Miguilim) - João, Joãozinho, Joãozito (Claudio Fragata / editora Record) - Um Dia, Um Rio (Leo Cunha e André Neves / editora Pulo do Gato) |
| Infantil                                                      | 3º                                                                   | A Boca da Noite Cristino Wapichana / editora Zit | - A Fantasia da Família Distante (Stella Maris Rezende / editora Globinho) - A Outra História de Chapeuzinho Vermelho (Jean-Claude Alphen / editora Salamandra) - Abrapracabrasil (Fernando Vilela / editora Brinque-Book) - Adélia (Jean-Claude Alphen / editora Pulo do Gato) - Birigüi (Mauricio Meirelles / editora Miguilim) - João, Joãozinho, Joãozito (Claudio Fragata / editora Record) - Um Dia, Um Rio (Leo Cunha e André Neves / editora Pulo do Gato) |
| Infantil Digital                                              | 1º                                                                   | Kidsbook Itaú Criança Marcelo Rubens Paiva e Alexandre Rampazo, Luis Fernando Verissimo e Willian Santiago, Fernanda Takai e Ina Carolina, Adriana Carranca e Brunna Mancuso, Antonio Prata e Caio Bucaretchi / editora Agência Africa | - Monstros do Cinema (Augusto Massi e Daniel Kondo / editora SESI-SP) - O Negrinho do Pastoreio: Livro Animado (Alexandre Giaparelli Colombo / independente) - Poemas de Brinquedo (Álvaro Andrade Garcia / editora Peirópolis) |
| Infantil Digital                                              | 2º                                                                   | Nautilus - Baseado na Obra Original de Jules Verne: Vinte Mil Léguas Submarinas Maurício Boff e Fernando Tangi (ilustrador) / editora Storymax | - Monstros do Cinema (Augusto Massi e Daniel Kondo / editora SESI-SP) - O Negrinho do Pastoreio: Livro Animado (Alexandre Giaparelli Colombo / independente) - Poemas de Brinquedo (Álvaro Andrade Garcia / editora Peirópolis) |
| Infantil Digital                                              | 3º                                                                   | Quanto Bumbum! Isabel Malzoni (texto) e Cecilia Esteves (arte) / editora Caixote/Webcore | - Monstros do Cinema (Augusto Massi e Daniel Kondo / editora SESI-SP) - O Negrinho do Pastoreio: Livro Animado (Alexandre Giaparelli Colombo / independente) - Poemas de Brinquedo (Álvaro Andrade Garcia / editora Peirópolis) |
| Juvenil                                                       | 1º                                                                   | Dentro de Mim Ninguém Entra José Castello / editora Berlendis & Vertechia | - A Menina dos Sonhos de Renda (Marília Lovatel / editora Moderna) - Cecília que Amava Fernando (Caio Riter / Editora da Cidade) - Heróis e suas jornadas - 10 Contos Mitológicos (Rosana Rios / editora Melhoramentos) - Lua de Vinil (Oscar Pilagallo / editora Companhia das Letras) - O Mágico do Barro Preto (Tiago de Melo Andrade / editora Melhoramentos) - Quando Tudo Muda (Regina Drummond e Shirley Souza / editora Panda Books) - Um Grito de Liberdade - A saga de Zumbi dos Palmares (Álvaro Cardoso Gomes e Rafael Lopes de Sousa / editora Moderna) |
| Juvenil                                                       | 2º                                                                   | Vozes Ancestrais Daniel Munduruku / editora FTD Educação | - A Menina dos Sonhos de Renda (Marília Lovatel / editora Moderna) - Cecília que Amava Fernando (Caio Riter / Editora da Cidade) - Heróis e suas jornadas - 10 Contos Mitológicos (Rosana Rios / editora Melhoramentos) - Lua de Vinil (Oscar Pilagallo / editora Companhia das Letras) - O Mágico do Barro Preto (Tiago de Melo Andrade / editora Melhoramentos) - Quando Tudo Muda (Regina Drummond e Shirley Souza / editora Panda Books) - Um Grito de Liberdade - A saga de Zumbi dos Palmares (Álvaro Cardoso Gomes e Rafael Lopes de Sousa / editora Moderna) |
| Juvenil                                                       | 3º                                                                   | O Caderno da Avó Clara Susana Ventura / editora SESI-SP | - A Menina dos Sonhos de Renda (Marília Lovatel / editora Moderna) - Cecília que Amava Fernando (Caio Riter / Editora da Cidade) - Heróis e suas jornadas - 10 Contos Mitológicos (Rosana Rios / editora Melhoramentos) - Lua de Vinil (Oscar Pilagallo / editora Companhia das Letras) - O Mágico do Barro Preto (Tiago de Melo Andrade / editora Melhoramentos) - Quando Tudo Muda (Regina Drummond e Shirley Souza / editora Panda Books) - Um Grito de Liberdade - A saga de Zumbi dos Palmares (Álvaro Cardoso Gomes e Rafael Lopes de Sousa / editora Moderna) |
| livro Brasileiro Publicado no Exterior                        | 1º                                                                   | A Cup Of Rage / Um copo de cólera Raduan Nassar / editora Penguin Random House Uk / editora internacional: Penguin Random House Uk | - Ancient Tilage / Lavoura arcaica (Raduan Nassar / editora Penguin Random House Uk / editora internacional: Penguin Random House Uk) - Atención al Nacimiento Humanizado - Basado en Evidencias Científicas / Atenção ao nascimento humanizado - Baseado em evidências científicas (Hugo Sabatino / editora Oliver Print / editora internacional: Oliver Print) - Brasil - Una Biografia / Brasil - Uma biografia (Lilia Moritz Schwarcz e Heloisa Murgel Starling / editora Penguin Random House Grupo Editorial / editora internacional: Penguin Random House Grupo Editorial) - Broda Zalana Krwia / Barba ensopada de sangue (Daniel Galera / editora Rebis / editora internacional: Rebis) - El Vuelo de Madrugada / O voo da madrugada (Sérgio Sant'anna / editora Hueders / editora internacional: Hueders) - Vég / Fim (Fernanda Torres / editora Libri Kiadó / editora internacional: Libri Kiadó) - Xangô Z Baker Street / O Xangô de Baker Street (Jô Soares / editora Rebis / editora internacional: Rebis) |
| livro Brasileiro Publicado no Exterior                        | 2º                                                                   | Enigmas of Spring / Enigmas da Primavera João Almino / editora Dalkey Archive Press / editora internacional: Dalkey Archive Press | - Ancient Tilage / Lavoura arcaica (Raduan Nassar / editora Penguin Random House Uk / editora internacional: Penguin Random House Uk) - Atención al Nacimiento Humanizado - Basado en Evidencias Científicas / Atenção ao nascimento humanizado - Baseado em evidências científicas (Hugo Sabatino / editora Oliver Print / editora internacional: Oliver Print) - Brasil - Una Biografia / Brasil - Uma biografia (Lilia Moritz Schwarcz e Heloisa Murgel Starling / editora Penguin Random House Grupo Editorial / editora internacional: Penguin Random House Grupo Editorial) - Broda Zalana Krwia / Barba ensopada de sangue (Daniel Galera / editora Rebis / editora internacional: Rebis) - El Vuelo de Madrugada / O voo da madrugada (Sérgio Sant'anna / editora Hueders / editora internacional: Hueders) - Vég / Fim (Fernanda Torres / editora Libri Kiadó / editora internacional: Libri Kiadó) - Xangô Z Baker Street / O Xangô de Baker Street (Jô Soares / editora Rebis / editora internacional: Rebis) |
| livro Brasileiro Publicado no Exterior                        | 3º                                                                   | Mijn Duitse Broer / O Irmão Alemão Chico Buarque / editora Penguin Random House Uk / editora internacional: De Bezige Bij | - Ancient Tilage / Lavoura arcaica (Raduan Nassar / editora Penguin Random House Uk / editora internacional: Penguin Random House Uk) - Atención al Nacimiento Humanizado - Basado en Evidencias Científicas / Atenção ao nascimento humanizado - Baseado em evidências científicas (Hugo Sabatino / editora Oliver Print / editora internacional: Oliver Print) - Brasil - Una Biografia / Brasil - Uma biografia (Lilia Moritz Schwarcz e Heloisa Murgel Starling / editora Penguin Random House Grupo Editorial / editora internacional: Penguin Random House Grupo Editorial) - Broda Zalana Krwia / Barba ensopada de sangue (Daniel Galera / editora Rebis / editora internacional: Rebis) - El Vuelo de Madrugada / O voo da madrugada (Sérgio Sant'anna / editora Hueders / editora internacional: Hueders) - Vég / Fim (Fernanda Torres / editora Libri Kiadó / editora internacional: Libri Kiadó) - Xangô Z Baker Street / O Xangô de Baker Street (Jô Soares / editora Rebis / editora internacional: Rebis) |
| Poesia                                                        | 1º                                                                   | Quase todas as noites Simone Brantes / editora 7letras | - Carcaça (Josoaldo Lima Rêgo / editora 7Letras) - Dobres Sobre a Luz (Thiago Ponce de Moraes / editora Lumme) - Livro das Postagens (Carlito Azevedo / editora 7letras) - Madrigaes Tragicomicos (Glauco Mattoso / editora Lumme) - O Mar e o Búzio (Bruno Palma / editora Com-arte) - Rol (Armando Freitas Filho / editora Companhia das Letras) - Tempo de Voltar (Mariana Ianelli / editora Ardotempo) |
| Poesia                                                        | 2º                                                                   | A Palavra Algo Luci Collin / editora Iluminuras | - Carcaça (Josoaldo Lima Rêgo / editora 7Letras) - Dobres Sobre a Luz (Thiago Ponce de Moraes / editora Lumme) - Livro das Postagens (Carlito Azevedo / editora 7letras) - Madrigaes Tragicomicos (Glauco Mattoso / editora Lumme) - O Mar e o Búzio (Bruno Palma / editora Com-arte) - Rol (Armando Freitas Filho / editora Companhia das Letras) - Tempo de Voltar (Mariana Ianelli / editora Ardotempo) |
| Poesia                                                        | 3º                                                                   | Identidade Daniel Francoy / editora Urutau | - Carcaça (Josoaldo Lima Rêgo / editora 7Letras) - Dobres Sobre a Luz (Thiago Ponce de Moraes / editora Lumme) - Livro das Postagens (Carlito Azevedo / editora 7letras) - Madrigaes Tragicomicos (Glauco Mattoso / editora Lumme) - O Mar e o Búzio (Bruno Palma / editora Com-arte) - Rol (Armando Freitas Filho / editora Companhia das Letras) - Tempo de Voltar (Mariana Ianelli / editora Ardotempo) |
| Projeto Gráfico                                               | 1º                                                                   | Estórias da rua que foi balsa: Trilhas e Intuições na Educação Popular em Saúde Patrícia Rezende e Valquíria Rabelo / editora Guayabo | - A Modernidade Impressa: Artistas Ilustradores da Livraria do Globo - Porto Alegre (Sandro Fetter e Paula Ramos / Editora da UFRGS) - Anri Sala: O Momento Presente (Bloco Gráfico / editora IMS) - Dom Casmurro (Tereza Bettinardi / editora Carambaia) - Macunaíma: o Herói Sem Nenhum Caráter (Gustavo Piqueira / editora Ateliê) - O Saci (Mayumi Okuyama / editora Biblioteca Azul) - Os Sertões (Flávia Castanheira / editora Ubu) - Ressaca Tropical (Elaine Ramos / editora Ubu) |
| Projeto Gráfico                                               | 2º                                                                   | História da Teoria da Arquitetura Casa Rex / Gustavo Piqueira / editora Edusp | - A Modernidade Impressa: Artistas Ilustradores da Livraria do Globo - Porto Alegre (Sandro Fetter e Paula Ramos / Editora da UFRGS) - Anri Sala: O Momento Presente (Bloco Gráfico / editora IMS) - Dom Casmurro (Tereza Bettinardi / editora Carambaia) - Macunaíma: o Herói Sem Nenhum Caráter (Gustavo Piqueira / editora Ateliê) - O Saci (Mayumi Okuyama / editora Biblioteca Azul) - Os Sertões (Flávia Castanheira / editora Ubu) - Ressaca Tropical (Elaine Ramos / editora Ubu) |
| Projeto Gráfico                                               | 3º                                                                   | Aniki Bóbó Beatriz Lamego / editora Verso Brasil | - A Modernidade Impressa: Artistas Ilustradores da Livraria do Globo - Porto Alegre (Sandro Fetter e Paula Ramos / Editora da UFRGS) - Anri Sala: O Momento Presente (Bloco Gráfico / editora IMS) - Dom Casmurro (Tereza Bettinardi / editora Carambaia) - Macunaíma: o Herói Sem Nenhum Caráter (Gustavo Piqueira / editora Ateliê) - O Saci (Mayumi Okuyama / editora Biblioteca Azul) - Os Sertões (Flávia Castanheira / editora Ubu) - Ressaca Tropical (Elaine Ramos / editora Ubu) |
| Psicologia, Psicanálise e Comportamento                       | 1º                                                                   | A Clínica Psicanalítica em Face da Dimensão Sociopolítica do Sofrimento Miriam Debieux Rosa / editora Escuta | - A Paciente, a Analista e o Dr. Green: Uma Aventura Psicanalítica (Silvia Lobo e Cristina M. Bassi / editora Zagodoni) - Amar a Si Mesmo e Amar o Outro. Narcisismo e Sexualidade na Psicanálise Contemporânea (Joel Birman et al. / editora Zagodoni) - Combate à Vontade de Potência (Marcelo Checchia / editora Annablume) - Desafios Atuais das Práticas em Hospitais e nas Instituições de Saúde (Michele Kamers, Heloísa Helena Marcon e Maria Lívia Tourinho Moretto (orgs.) / editora Escuta) - Ditadura Civil-militar no Brasil. O que a Psicanálise tem a Dizer (Maria Auxiliadora de Almeida Cunha Arantes e Flávio Carvalho Ferraz (orgs.) / editora Escuta / Sedes Sapientiae) - Fragmentos – sobre o que se escreve de uma psicanálise (Luciana K. P. Salum / editora Iluminuras) - O Terceiro Tempo do Trauma (Eugênio Canesin Dal Molin / editora Perspectiva) |
| Psicologia, Psicanálise e Comportamento                       | 2º                                                                   | O Adolescente e a Internet: Laços e Embaraços no Mundo Virtual Cláudia Prioste / editora Edusp / FAPESP | - A Paciente, a Analista e o Dr. Green: Uma Aventura Psicanalítica (Silvia Lobo e Cristina M. Bassi / editora Zagodoni) - Amar a Si Mesmo e Amar o Outro. Narcisismo e Sexualidade na Psicanálise Contemporânea (Joel Birman et al. / editora Zagodoni) - Combate à Vontade de Potência (Marcelo Checchia / editora Annablume) - Desafios Atuais das Práticas em Hospitais e nas Instituições de Saúde (Michele Kamers, Heloísa Helena Marcon e Maria Lívia Tourinho Moretto (orgs.) / editora Escuta) - Ditadura Civil-militar no Brasil. O que a Psicanálise tem a Dizer (Maria Auxiliadora de Almeida Cunha Arantes e Flávio Carvalho Ferraz (orgs.) / editora Escuta / Sedes Sapientiae) - Fragmentos – sobre o que se escreve de uma psicanálise (Luciana K. P. Salum / editora Iluminuras) - O Terceiro Tempo do Trauma (Eugênio Canesin Dal Molin / editora Perspectiva) |
| Psicologia, Psicanálise e Comportamento                       | 3º                                                                   | De que Cor Será Sentir? : Método Psicanalítico na Psicose Marina de Oliveira Costa / editora Manole | - A Paciente, a Analista e o Dr. Green: Uma Aventura Psicanalítica (Silvia Lobo e Cristina M. Bassi / editora Zagodoni) - Amar a Si Mesmo e Amar o Outro. Narcisismo e Sexualidade na Psicanálise Contemporânea (Joel Birman et al. / editora Zagodoni) - Combate à Vontade de Potência (Marcelo Checchia / editora Annablume) - Desafios Atuais das Práticas em Hospitais e nas Instituições de Saúde (Michele Kamers, Heloísa Helena Marcon e Maria Lívia Tourinho Moretto (orgs.) / editora Escuta) - Ditadura Civil-militar no Brasil. O que a Psicanálise tem a Dizer (Maria Auxiliadora de Almeida Cunha Arantes e Flávio Carvalho Ferraz (orgs.) / editora Escuta / Sedes Sapientiae) - Fragmentos – sobre o que se escreve de uma psicanálise (Luciana K. P. Salum / editora Iluminuras) - O Terceiro Tempo do Trauma (Eugênio Canesin Dal Molin / editora Perspectiva) |
| Reportagem e Documentário                                     | 1º                                                                   | Petrobras: Uma história de Orgulho e Vergonha Roberta Paduan / editora Companhia das Letras | - A Clínica: A Farsa e os Crimes de Roger Abdelmassih (Vicente Vilardaga / editora Record) - A Molécula Mágica - A Luta de Cientistas Brasileiros por um Medicamento Contra o Câncer (Carlos Henrique Fioravanti / editora Manole) - A Tortura como Arma de Guerra: da Argélia ao Brasil (Leneide Duarte-Plon / editora Civilização Brasileira) - Correspondente de Guerra (Diogo Schelp e André Liohn / editora Contexto) - Era Um Garoto - O Soldado Brasileiro de Hitler (Tarcísio Badaró / editora Vestígio) - Ladrões de Bola (Rodrigo Mattos / editora Panda Books) - Turno da Noite (Aguinaldo Silva / editora Companhia das Letras) |
| Reportagem e Documentário                                     | 2º                                                                   | Nazistas entre nós: A trajetória dos oficiais de Hitler depois da guerra Marcos Guterman / editora Contexto | - A Clínica: A Farsa e os Crimes de Roger Abdelmassih (Vicente Vilardaga / editora Record) - A Molécula Mágica - A Luta de Cientistas Brasileiros por um Medicamento Contra o Câncer (Carlos Henrique Fioravanti / editora Manole) - A Tortura como Arma de Guerra: da Argélia ao Brasil (Leneide Duarte-Plon / editora Civilização Brasileira) - Correspondente de Guerra (Diogo Schelp e André Liohn / editora Contexto) - Era Um Garoto - O Soldado Brasileiro de Hitler (Tarcísio Badaró / editora Vestígio) - Ladrões de Bola (Rodrigo Mattos / editora Panda Books) - Turno da Noite (Aguinaldo Silva / editora Companhia das Letras) |
| Reportagem e Documentário                                     | 3º                                                                   | O Livro dos Bichos Roberto Kaz / editora Companhia das Letras | - A Clínica: A Farsa e os Crimes de Roger Abdelmassih (Vicente Vilardaga / editora Record) - A Molécula Mágica - A Luta de Cientistas Brasileiros por um Medicamento Contra o Câncer (Carlos Henrique Fioravanti / editora Manole) - A Tortura como Arma de Guerra: da Argélia ao Brasil (Leneide Duarte-Plon / editora Civilização Brasileira) - Correspondente de Guerra (Diogo Schelp e André Liohn / editora Contexto) - Era Um Garoto - O Soldado Brasileiro de Hitler (Tarcísio Badaró / editora Vestígio) - Ladrões de Bola (Rodrigo Mattos / editora Panda Books) - Turno da Noite (Aguinaldo Silva / editora Companhia das Letras) |
| Romance                                                       | 1º                                                                   | Machado Silviano Santiago / editora Companhia das Letras | - Como se estivéssemos em palimpsesto de putas (Elvira Vigna / editora Companhia das Letras) - Descobri que estava morto (J. P. Cuenca / editora Tusquets) - O Marechal de costas (José Luiz Passos / editora Companhia das Letras) - O tribunal da quinta-feira (Michel Laub / editora Companhia das Letras) - Simpatia pelo demônio (Bernardo Carvalho / editora Companhia das Letras) - Soy loco por ti America (Javier Arancibia Contreras / editora Companhia das Letras) - Tristorosa (Eugen Weiss / editora @linkeditora) |
| Romance                                                       | 2º                                                                   | A Tradutora Cristovão Tezza / editora Record | - Como se estivéssemos em palimpsesto de putas (Elvira Vigna / editora Companhia das Letras) - Descobri que estava morto (J. P. Cuenca / editora Tusquets) - O Marechal de costas (José Luiz Passos / editora Companhia das Letras) - O tribunal da quinta-feira (Michel Laub / editora Companhia das Letras) - Simpatia pelo demônio (Bernardo Carvalho / editora Companhia das Letras) - Soy loco por ti America (Javier Arancibia Contreras / editora Companhia das Letras) - Tristorosa (Eugen Weiss / editora @linkeditora) |
| Romance                                                       | 3º                                                                   | Outros Cantos Maria Valéria Rezende / editora Companhia das Letras | - Como se estivéssemos em palimpsesto de putas (Elvira Vigna / editora Companhia das Letras) - Descobri que estava morto (J. P. Cuenca / editora Tusquets) - O Marechal de costas (José Luiz Passos / editora Companhia das Letras) - O tribunal da quinta-feira (Michel Laub / editora Companhia das Letras) - Simpatia pelo demônio (Bernardo Carvalho / editora Companhia das Letras) - Soy loco por ti America (Javier Arancibia Contreras / editora Companhia das Letras) - Tristorosa (Eugen Weiss / editora @linkeditora) |
| Teoria/Crítica Literária, Dicionários e Gramáticas            | 1º                                                                   | Machado de Assis e o Cânone Ocidental: Itinerários de Leitura Sonia Netto Salomão / editora EDUERJ | - Armas de Papel: Graciliano Ramos, as Memórias do Cárcere e o Partido Comunista Brasileiro (Fabio Cesar Alves / editora 34) - Corpo no Outro Corpo. Homoerotismo na Narrativa Portuguesa Contemporânea (Jorge Vicente Valentim / editora EDUFSCAR) - Graciliano Ramos e a Cultura Política: Mediação Editorial e Construção do Sentido (Thiago Mio Salla / Editora da Universidade de São Paulo / FAPESP) - Murilo Rubião e as Arquiteturas do Fantástico (Ricardo Iannace / Editora da Universidade de São Paulo / FAPESP) - Mutações da Literatura no Século XXI (Leyla Perrone-Moisés / editora Companhia das Letras) - O Simbolismo: Uma Revolução Poética (Álvaro Cardoso Gomes / Editora da Universidade de São Paulo) - Sinuca de Malandro: Ficção e Autobiografia em João Antônio (Bruno Zeni / Editora da Universidade de São Paulo) |
| Teoria/Crítica Literária, Dicionários e Gramáticas            | 2º                                                                   | O Mundo Sitiado: A Poesia Brasileira e a Segunda Guerra Mundial Murilo Marcondes de Moura / editora 34 | - Armas de Papel: Graciliano Ramos, as Memórias do Cárcere e o Partido Comunista Brasileiro (Fabio Cesar Alves / editora 34) - Corpo no Outro Corpo. Homoerotismo na Narrativa Portuguesa Contemporânea (Jorge Vicente Valentim / editora EDUFSCAR) - Graciliano Ramos e a Cultura Política: Mediação Editorial e Construção do Sentido (Thiago Mio Salla / Editora da Universidade de São Paulo / FAPESP) - Murilo Rubião e as Arquiteturas do Fantástico (Ricardo Iannace / Editora da Universidade de São Paulo / FAPESP) - Mutações da Literatura no Século XXI (Leyla Perrone-Moisés / editora Companhia das Letras) - O Simbolismo: Uma Revolução Poética (Álvaro Cardoso Gomes / Editora da Universidade de São Paulo) - Sinuca de Malandro: Ficção e Autobiografia em João Antônio (Bruno Zeni / Editora da Universidade de São Paulo) |
| Teoria/Crítica Literária, Dicionários e Gramáticas            | 3º                                                                   | De Volta ao Fim: O "Fim das Vanguardas" Como Questão da Poesia Contemporânea Marcos Siscar / editora 7letras | - Armas de Papel: Graciliano Ramos, as Memórias do Cárcere e o Partido Comunista Brasileiro (Fabio Cesar Alves / editora 34) - Corpo no Outro Corpo. Homoerotismo na Narrativa Portuguesa Contemporânea (Jorge Vicente Valentim / editora EDUFSCAR) - Graciliano Ramos e a Cultura Política: Mediação Editorial e Construção do Sentido (Thiago Mio Salla / Editora da Universidade de São Paulo / FAPESP) - Murilo Rubião e as Arquiteturas do Fantástico (Ricardo Iannace / Editora da Universidade de São Paulo / FAPESP) - Mutações da Literatura no Século XXI (Leyla Perrone-Moisés / editora Companhia das Letras) - O Simbolismo: Uma Revolução Poética (Álvaro Cardoso Gomes / Editora da Universidade de São Paulo) - Sinuca de Malandro: Ficção e Autobiografia em João Antônio (Bruno Zeni / Editora da Universidade de São Paulo) |
| Tradução                                                      | 1º                                                                   | Conversações com Goethe nos Últimos Anos de Sua Vida: 1823-1832 Mário Luiz Frungillo / editora Unesp | - Briggflatts (Felipe Fortuna / editora Topbooks) - Fedro (José Cavalcante de Souza / editora 34) - Lessing: obras, crítica e criação (J. Guinsburg e Ingrid D. Koudela / editora Perspectiva) - O Reino (André Telles / editora Companhia das Letras) - Pequeno Mundo Antigo (Ivone Benedetti / editora Carambaia) - Políbio: História Pragmática (Breno Battistin Sebastiani / editora Perspectiva) - Uma outra Juventude: e Dayan (Fernando Klabin / editora 34) }} |
| Tradução                                                      | 2º                                                                   | Romeu e Julieta José Francisco Botelho / editora Companhia das Letras | - Briggflatts (Felipe Fortuna / editora Topbooks) - Fedro (José Cavalcante de Souza / editora 34) - Lessing: obras, crítica e criação (J. Guinsburg e Ingrid D. Koudela / editora Perspectiva) - O Reino (André Telles / editora Companhia das Letras) - Pequeno Mundo Antigo (Ivone Benedetti / editora Carambaia) - Políbio: História Pragmática (Breno Battistin Sebastiani / editora Perspectiva) - Uma outra Juventude: e Dayan (Fernando Klabin / editora 34) }} |
| Tradução                                                      | 3º                                                                   | Ouça a Canção do Vento / Pinball, 1973 Rita Kohl / editora Companhia das Letras | - Briggflatts (Felipe Fortuna / editora Topbooks) - Fedro (José Cavalcante de Souza / editora 34) - Lessing: obras, crítica e criação (J. Guinsburg e Ingrid D. Koudela / editora Perspectiva) - O Reino (André Telles / editora Companhia das Letras) - Pequeno Mundo Antigo (Ivone Benedetti / editora Carambaia) - Políbio: História Pragmática (Breno Battistin Sebastiani / editora Perspectiva) - Uma outra Juventude: e Dayan (Fernando Klabin / editora 34) }} |